# Панцерник берегової оборони

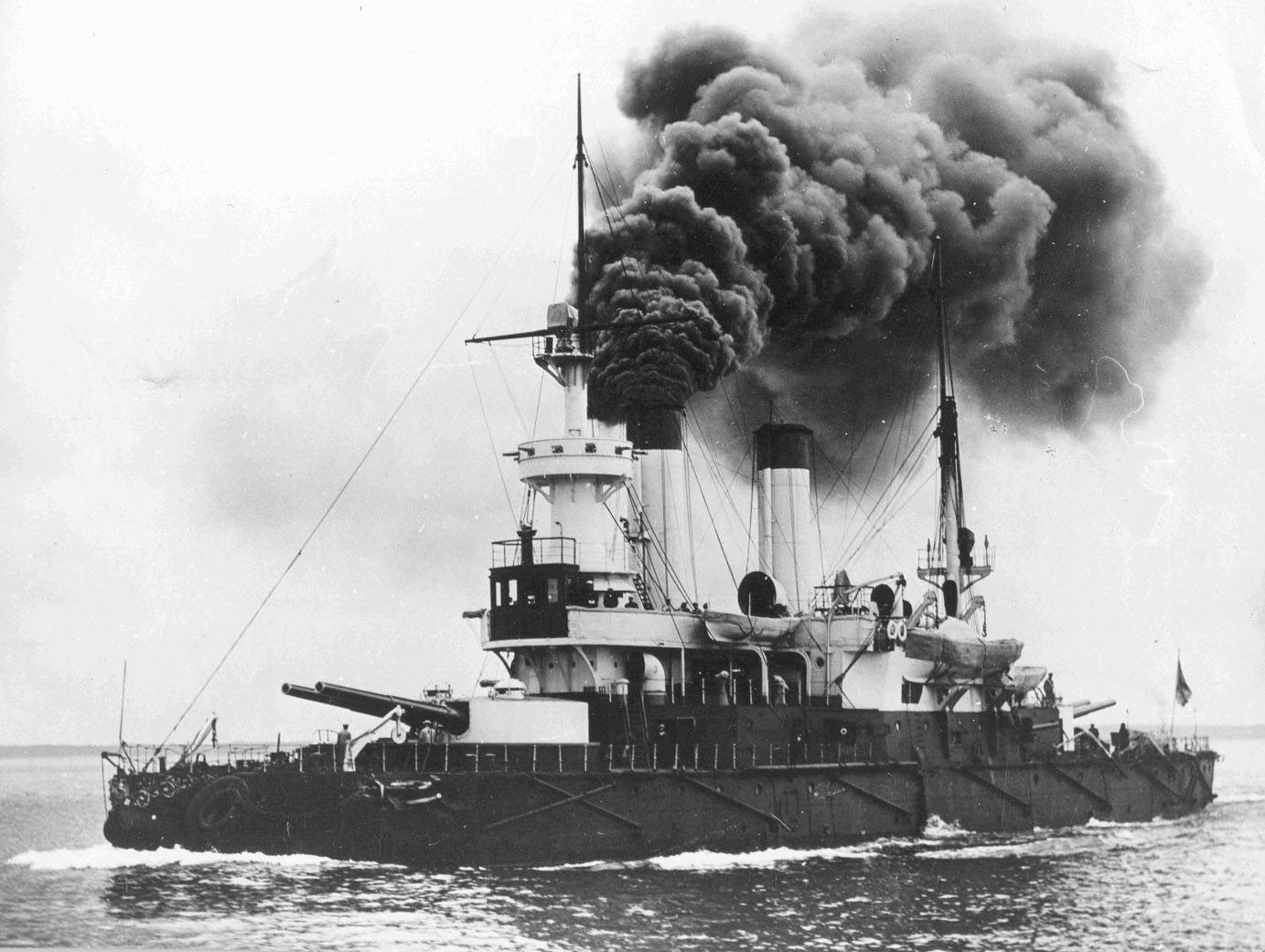
«Адмірал Сенявін», Росія

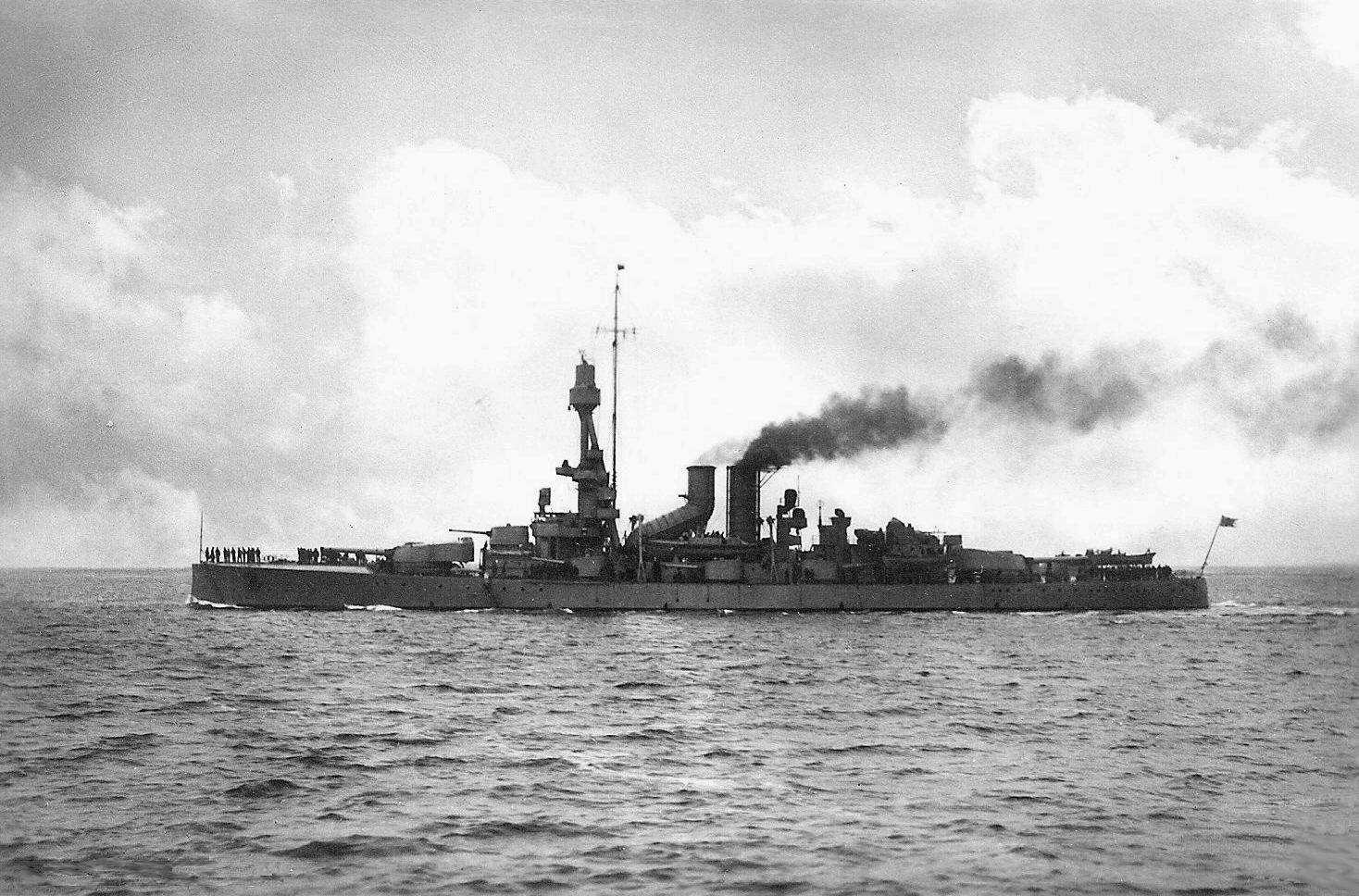
«Свер'є», Швеція

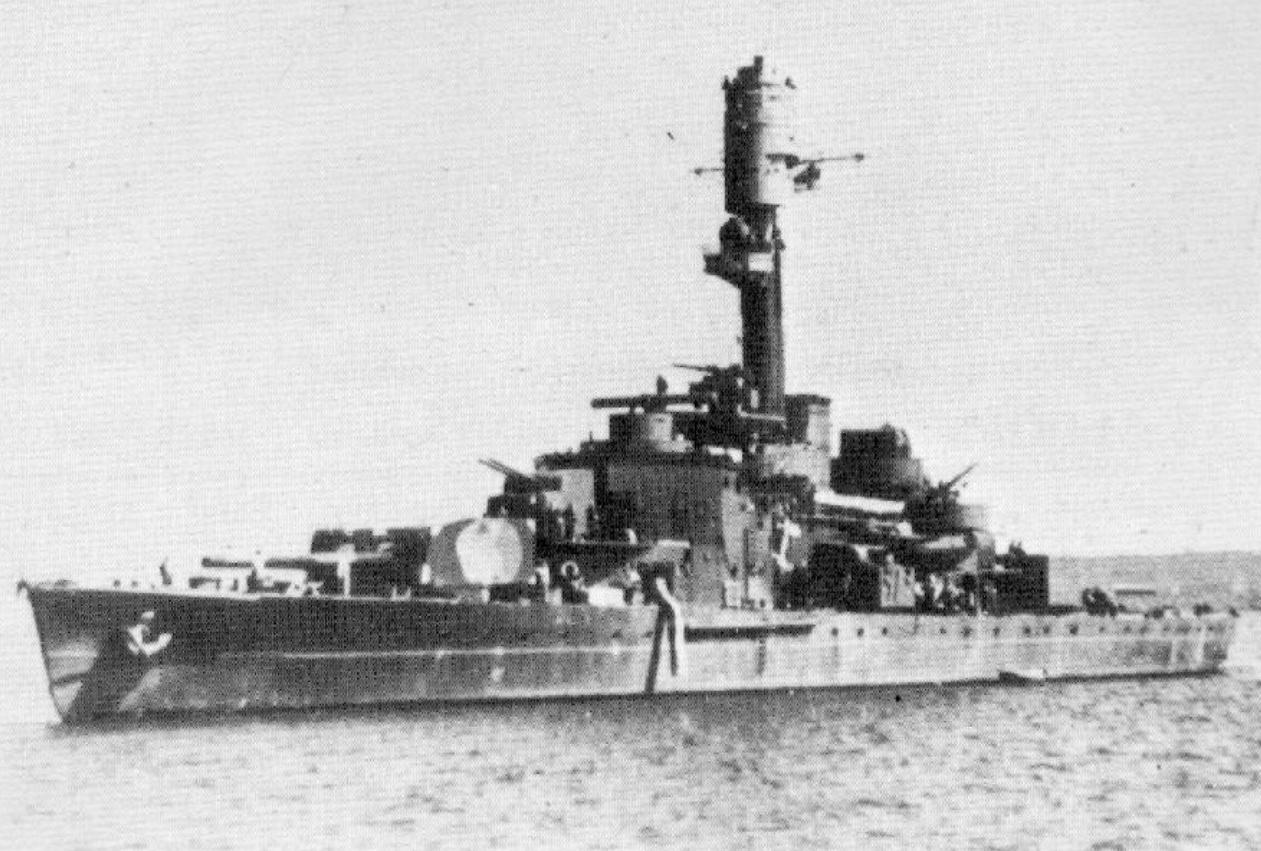
«Вайнемейнен», Фінляндія

Панцерник берегової оборони — клас панцерних кораблів, призначених для ведення бойових дій в прибережних районах, включаючи підтримку сухопутних військ, обстріл берегових укріплень, оборону гаваней.
Кораблі цього класу мали водотоннажність 3500-7000 т та були озброєні гарматами великого калібру 280—305 мм, будувались в період з другої половини 19-го по першу половину 20-го століття.

## Історія
Перші броненосці берегової оборони з'явились в 1870-ті роки як результат еволюції моніторів, які через недостатню морехідність, застосовувались переважно поблизу берега і часто призначалися для посилення берегової оборони. На відміну від моніторів броненосці берегової оборони мали суттєво більшу висоту надводного борту, що збільшувало можливості корабля до дій за несприятливих погодних умов.
Функції броненосця берегової оборони у Великій Британії виконував «Глеттон», побудований в 1871 р. Він мав водотоннажність 4900 т та дві 305-мм гармати в носовій башті, сталевий броньований пояс 300—200 мм по ватерлінії та швидкість ходу 11 вузлів.
Наприкінці 1880-х в Німеччині було закладено серію броненосців берегової оборони з восьми кораблів типу «Зиґфрід» (два останніх кораблі серії іноді виділяють в окремий тип «Одін»). При водотоннажності 3500-3600 т вони були озброєні трьома 240 мм гарматами.
У Російській імперії до категорії броненосців берегової оборони також були зараховані так звані «поповки». Будівництво повноцінних броненосців берегової оборони почалося з 1892 закладкою броненосця «Адмірал Ушаков». Надалі також були закладені «Адмірал Сенявін» (1893) та «Генерал-адмірал Апраксін» (1895 рік). Їх водотоннажність становила 4126 т, найбільша довжина 86,4, ширина 15,9, осадка з нормальним запасом палива 5,2 м, швидкість 16 вузлів.. Проєктом передбачалася встановлення чотирьох 229-мм гармат головного калібру. «Адмірал Ушаков» брав участь і загинув в Цусімській битві, два інші підняли білі прапори.
У Нідерландах в 1909 збудований броненосець «Зевен Провінсієн» водотоннажністю 6400 т і зі швидкістю ходу 16 вузлів. Він мав по одній 280-мм гарматі в баштах на носі та кормі, броньований пояс по ватерлінії товщиною 100—150 мм.
У Швеції в 1913 збудовані три броненосці типу «Свер'є» водотоннажністю близько 7000 т і швидкістю ходу 22 вузли. Він мав по дві 280-мм гармати в баштах на носі та кормі.
1929 року у Фінляндії були закладені «Вайнемейнен» і «Ільмарінен» водотоннажністю 3900 т і швидкістю ходу 15,5 вузла. Вони мали по дві 254-мм гармати в баштах на носі та кормі та 50-мм бортову броню.
Останні броненосці берегової оборони були побудовані у Японії для Таїланду та увійшли до складу його флоту 1938, мали водотоннажність 2265 тонн та були озброєнні чотирма 203-мм гарматами у двох баштах на носі та кормі.